# Eduardo Kau
Eduardo de Sousa Santos (nascut el 17 de gener de 1999), més conegut com a Eduardo Kau, és un futbolista brasiler que juga com a defensa al Belenenses SAD.

## Carrera de club
El 4 de juliol de 2019, Kau va signar el seu primer contracte professional amb l'Belenenses SAD. Kau va fer el seu debut professional amb el Portimonense SC en un empat per 0-0 a la Primeira Liga el 9 d'agost de 2019.